# 平鎌田
平鎌田（たいら かまた）は、福島県いわき市の大字である。郵便番号は970-8023。

## 地理
いわき市中央部の平地区に属し、地区内中部に位置する。北で平大室、東で平上神谷、平塩、南東で平北白土、南から西かけ平、北西で平鯨岡とそれぞれ隣接する。概ね町村制施行以前の磐城郡鎌田村の流れを汲む地域である。南を流れる夏井川左岸流域の平野部とその北側の丘陵部を範囲とする。東西に横切るJR常磐線を境に北側に水田が広がり、山裾に集落が存在する。南側は住宅地や広がり、同じく東西に横切る国道399号（旧国道6号）に沿い店舗なども立地する。尾根上に延びる丘陵部には造成されており、学校施設や団地が建設されている。内郷御厩町に所在するいわき中央警察署及び平字正内町に所在する平消防署がそれぞれ管轄にあたる。

### 主な字
字
- 内田
- 石名坂
- 江ノ上
- 喜藤作
- 萩名田

- 込内
- 岸
- 大角
- 小山下
- 大町

- 砂田
- 石切場
- 味噌能
- 寿金沢
- 西山下

## 河川
- 夏井川
- 小川江筋

## 歴史
- 1879年1月27日 - 平藩領鎌田村が福島県内における郡区町村制の施行により磐城郡の村となる[4]。
- 1889年4月1日 - 町村制の施行により鎌田村が塩村、上神谷村、中神谷村、上片寄村、下片寄村と合併し、磐城郡神谷村が発足する。旧鎌田村域は神谷村の大字となる[4]。
- 1896年4月1日 - 磐城郡と周辺郡との合併により石城郡が発足し、石城郡神谷村となる[4]。
- 1950年5月15日 - 神谷村が平市と合併し、平市の大字となる[4]。
- 1966年10月1日 - 平市が磐城市・常磐市・内郷市・勿来市、石城郡小川町・遠野町・四倉町・川前村・田人村・好間村・三和村、双葉郡久之浜町・大久村と合併しいわき市となり、いわき市平地区の大字となる[4]。

## 世帯数と人口
2023年10月31日現在の世帯数と人口は以下の通りである。
| 大字   | 世帯数  | 人口  |
| ------ | ------- | ----- |
| 平鎌田 | 493世帯 | 966人 |

## 小・中学校の学区
市立小・中学校に通う場合、学区は以下の通りとなる。
| 番地               | 小学校                 | 中学校                 |
| ------------------ | ---------------------- | ---------------------- |
| 字岸、西山下の一部 | いわき市立平第三小学校 | いわき市立平第二中学校 |
| 上記を除く全域     | いわき市立平第六小学校 | いわき市立平第二中学校 |

## 交通

### 鉄道
- JR常磐線（域内に駅は存在しない）

### 道路
- 国道399号（旧国道6号）
  - 平大橋
- 一級市道塩紺屋町線（旧々国道6号）
  - 平神橋
- 市道小山下鎌田町線（旧々々国道6号）
  - 鎌田橋

### バス
新常磐交通路線バス
- （いわき駅方面） - 平大橋 - 農協前 - 砂田 - 内田 - （いわき支援学校方面）
  - いわき駅～いわき支援学校
- （いわき駅方面） - 平大橋 - 農協前 - （四倉方面）
  - いわき駅～四倉
  - いわき駅～草野駅
- （昌平高校方面） - 農協前 - 平大橋 - （小名浜方面）
  - 小名浜～鹿島～ＮＴ～昌平中高
- （いわき駅方面） - 東日本国際大 - 農協前 - 砂田 - 内田 - （昌平高校方面）
  - ＮＴ～八ツ坂～いわき～昌平中高
  - いわき駅～昌平中高
  - 小名浜～玉川～鹿島～昌平中高

## 施設
- 東日本国際大学
- いわき短期大学
- いわき市立平第二中学校
- 市営石名坂団地
- 福島マツダ 平店
- ネッツトヨタ郡山 平店
- 浄土宗大運寺
- 曹洞宗弘源寺
- 出羽神社
- 五霊神社
- 願成稲荷神社